# Кам'яногірський цукровий завод
Кам'яногірський цукровий завод»  — підприємство харчової промисловості в Іллінецькому   районі Вінницької області.

## Історія цукроварні
Засновано у другій половині 19 століття. Один із перших на Київщині, почав виготовляти цукор-рафінад.
Під торговою маркою «Рафинадъ Собскій»

## Сучасність
Останній раз завод працював у 2005 році. Наразі знаходиться в законсервованому стані, перебуває на ремонті. Найближчим часом планується відновлення роботи підприємства.